# Rovers FC (Mexiko)
Der Rovers FC war ein Fußballverein in Mexiko-Stadt, der 1912 gegründet wurde und nur wenige Jahre bestand.

## Geschichte
Als der von ihm zehn Jahre vorher gegründete British Club erste Auflösungserscheinungen zeigte, gründete der in den Reihen dieses Vereins spielende Percy Clifford schnell einen neuen Fußballverein, der die englische Repräsentanz in der mexikanischen Hauptstadtliga fortführen sollte. Diesem Verein gab er den Namen Rovers FC.
Gemeinsam mit den zur selben Zeit entstandenen Clubs España und México wurde der Rovers FC in der Saison 1912/13 in die Primera Fuerza aufgenommen. Er beendete die Saison auf dem dritten Platz und damit zwei Ränge besser als der in dieser Saison letztmals mitwirkende British Club.
Nach einer Quelle gewann der Rovers FC in seiner ersten Spielzeit 1912/13 den einheimischen Pokalwettbewerb, während eine andere Quelle berichtet, dass die Copa México in jener Saison überhaupt nicht ausgetragen wurde.
Die folgende Saison 1913/14 beendete der Rovers FC auf dem zweiten Platz, punktgleich hinter dem neuen Serienmeister España.
Durch den Aderlass einer Reihe von Spielern war für den Rovers FC ab 1916 kein geregelter Spielbetrieb mehr möglich. So musste der Verein seine Mannschaft nach nur vierjähriger Zugehörigkeit zur Primera Fuerza aus der Hauptstadtliga zurückziehen. Abschließend gewann er 1916 die Copa México. Danach verliert sich seine Spur und es ist anzunehmen, dass der Verein das Ende des Ersten Weltkrieges nicht erlebt hat.